# Hrana verde
Hrana verde  (titlu original: Soylent Green) este un film SF thriller postapocaliptic american din 1973 regizat de Richard Fleischer. Rolurile principale au fost interpretate de actorii Charlton Heston și Leigh Taylor-Young. Scenariul este bazat pe romanul Make Room! Make Room! din 1966 de Harry Harrison.
Filmul combină genurile polițist cu science fiction; prezintă investigația uciderii unui bogat om de afaceri într-o distopie din viitor în care apa și oceanele sunt pe cale de dispariție pe tot parcursul anului datorită efectului de seră, ceea ce a dus la poluare, sărăcie, suprapopulație, eutanasie și epuizarea resurselor.

## Distribuție
- Charlton Heston – Detectivul Frank Thorn
- Leigh Taylor-Young – Shirl
- Chuck Connors – Tab Fielding
- Joseph Cotten – William R. Simonson
- Brock Peters – Chief Hatcher
- Paula Kelly – Martha
- Edward G. Robinson – Sol Roth
- Stephen Young – Gilbert
- Mike Henry – Kulozik
- Lincoln Kilpatrick – the priest
- Roy Jenson – Donovan
- Leonard Stone – Charles
- Whit Bissell – Gov. Santini
- Celia Lovsky – the exchange leader
- Dick Van Patten – usher #1

## Premii
- Marele premiu (Grand prix): Festivalul Internațional de Film Fantastic de la Avoriaz din 1974

## Vezi și
- Lista ficțiunilor apocaliptice și post-apocaliptice
- Listă de filme SF thriller
- Listă de filme distopice
- Listă de filme produse de Metro-Goldwyn-Mayer
- Listă de filme cu acțiunea în viitor
- Film despre supraviețuire
- Filmografia lui Edward G. Robinson
- Listă de filme științifico-fantastice din anii 1970
- Listă de filme noir din anii 1970